# Un chapeau de paille d'Italie (pel·lícula)
'Un chapeau de paille d'Italie és una pel·lícula muda francesa de comèdia del 1928 escrita i dirigida per René Clair, en el seu primer llargmetratge, basat en l'obra de 1851 Un chapeau de paille d'Italie, d'Eugène Marin Labiche i Marc-Michel.

## Argument
El dia del casament de Fadinard, el seu cavall es menja un barret de dama en un arbust al costat de la carretera, mentre que la dama s'amaga darrere del matoll amb el seu amant, el tinent Tavernier. Com que està casada, no pot tornar a casa sense barret sense estar compromesa, i Tavernier ordena a Fadinard que substitueixi el barret per un d'igual, o en cas contrari destrossarà la seva nova llar. En una elaborada seqüència de complicacions, Fadinard intenta trobar un barret mentre compleix el seu calendari matrimonial.

## Repartiment
- Albert Préjean com Fadinard
- Geymond Vital com el tinent Tavernier
- Olga Tschechowa com a Anaïs de Beauperthuis, l'esposa compromesa
- Paul Ollivier com a Vésinet, l'oncle sord
- Alex Allin com a Félix, el valet
- Jim Gérald com a Beauperthuis
- Marise Maia com Hélène, la núvia
- Valentine Tessier com a client a la botiga de modisteria
- Louis Pré, fils, com Bobin, el cosí amb un guant
- Alexis Bondireff com el cosí amb una corbata torta
- Alice Tissot com la seva dona
- Yvonneck com a Nonancourt, el pare de la núvia

## Producció
Quan a René Clair se li va oferir per primera vegada l'encàrrec d'adaptar al cinema la farsa de Labiche i Michel per part d'Alexandre Kamenka de la companyia cinematogràfica Albatros, no es mostrava entusiasta, però, tanmateix, va demostrar un toc segur per a una interpretació satírica ràpida de l'estil i maneres burgeses. Va actualitzar l'obra original des de 1851 a l'escenari de la Belle Époque, i un títol d'obertura la data específicament al 1895, l'any del naixement del cinema. A més dels escenaris d'època dissenyats per Lazare Meerson, la història està filmada amb un estil que recorda les tècniques de les primeres pel·lícules de cinema. La majoria de plans utilitzen una càmera fixa que no es mou amb l'acció; els personatges entren i surten del pla pels costats. Els muntatges solen ser en plans llargs, amb els personatges il·luminats per contrastar amb el fons; gran part de l'acció es construeix amb detalls dins del pla. Els primers plans són comparativament rars. (Només en seqüències ocasionals veiem plans de seguiment, per seguir un carruatge en moviment o un tall ràpid, per exemple per suggerir el pànic creixent de Fadinard en una escena de ball.)
La destresa verbal del text original es substitueix per una comèdia visual inventiva. Cada paper secundari es caracteritza per un detall còmic que es converteix en una broma corrent: l'oncle sord amb l'orella tapada per una trompeta; el cosí que ha perdut un guant blanc; el pare de la núvia les sabates de vestir del qual són una mida massa petita; la núvia que sent un agulla que li ha caigut per la part posterior del vestit; el cosí al qual la corbata no deixa de caure. La narració visual es fa en gran manera autosuficient, i hi ha relativament pocs intertítols al llarg de la pel·lícula.

## Recepció
En el seu primer llançament, la pel·lícula no va tenir un èxit especial entre el públic francès, i la seva estrena inicial a París va durar només tres setmanes. No obstant això, va ser rebuda molt positivament per la crítica, i va resultar ser una de les pel·lícules muts franceses més duradores. En traslladar l'acció a la dècada de 1890, quan l'obra havia tingut un èxit particular entre el públic, la pel·lícula es va veure com una sàtira de l'obra en si i del tipus de públic que l'hauria gaudit.
"Amb aquest primer gran èxit (artístic més que comercial), René Clair, als 30 anys, va assolir la seva maduresa, i va establir, a través de la seva trobada amb Labiche, els seus temes i un estil."

## Acompanyament musical
El 1952 Georges Delerue va escriure una partitura musical per acompanyar una projecció de la pel·lícula muda. El compositor britànic Benedict Mason també va compondre una partitura orquestral per a la pel·lícula, a la qual va incorporar el Divertissement de Jacques Ibert que aquest compositor havia basat en la seva pròpia música incidental per una interpretació del obra original de Labiche i Michel el 1929.
Per a l'edició en DVD d' Un chapeau de paille d'Italie de Flicker Alley (2010) es va proporcionar una partitura orquestral recopilada per Rodney Sauer i interpretada per la Monte Alto Motion Picture Orchestra, juntament amb un acompanyament de piano alternatiu de Philip Carli.

## Adaptació
L'1 de maig de 2005, el National Ballet of Canada va estrenar un ballet en dos actes, An Italian Straw Hat, amb un llibret de Timothy Luginbuhl. La coreografia va ser creada per James Kudelka, la partitura composta per Michael Torke.